# Pałac w Proszówce
Pałac w Proszówce (niem. Neues Schloss Greiffenstein, Schloss Gräflich-Neundorf) – zabytkowy pałac wybudowany w XVIII w. w Proszówce – wsi w południowo-zachodniej Polsce, w województwie dolnośląskim, w powiecie lwóweckim, w gminie Gryfów Śląski.

## Historia
Obiekt jest częścią zespołu pałacowego Schaffgotschów, w skład którego wchodzi jeszcze park, budynki gospodarcze (folwark), mur z basztami.

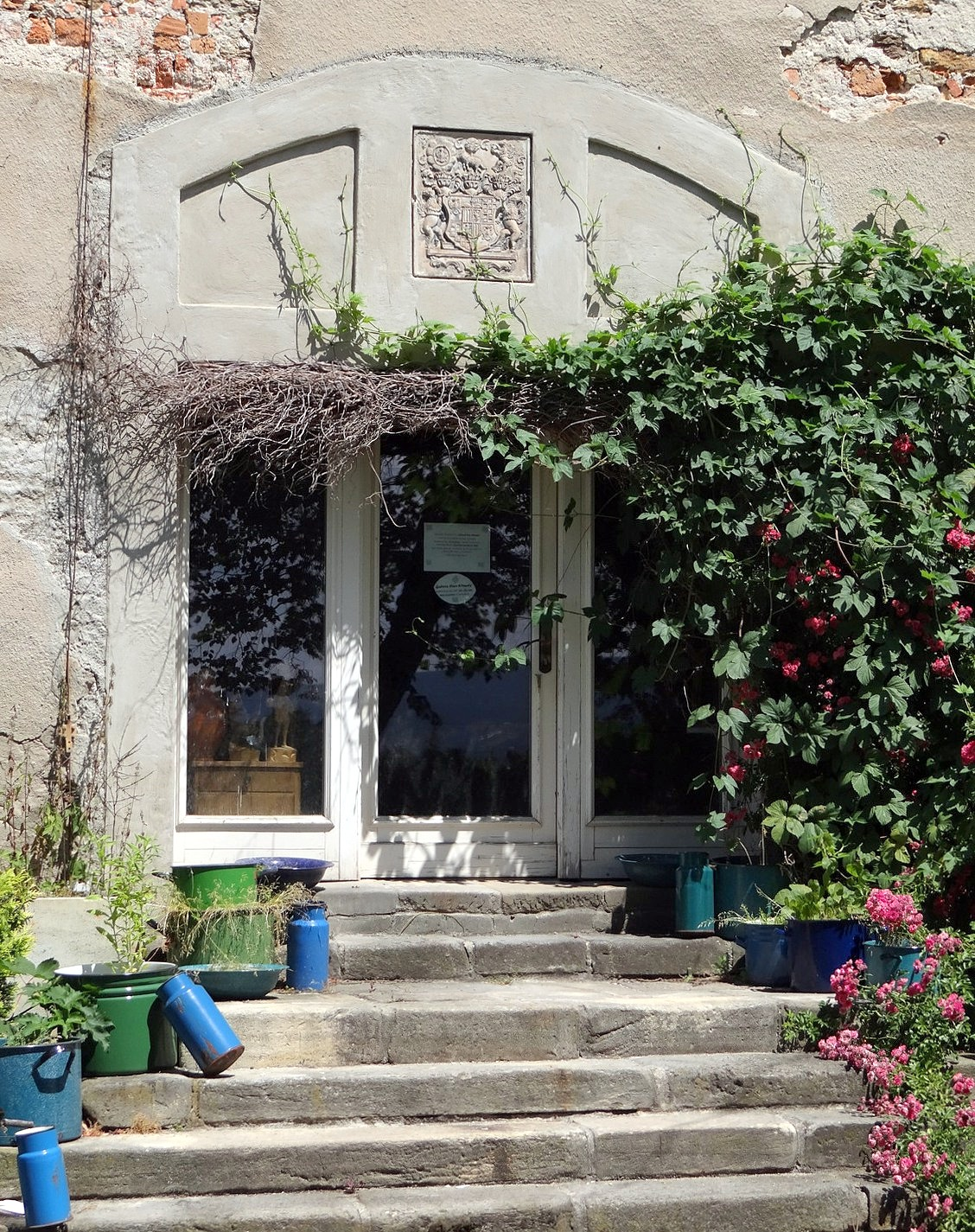
Portal z herbem  Schaffgotschów
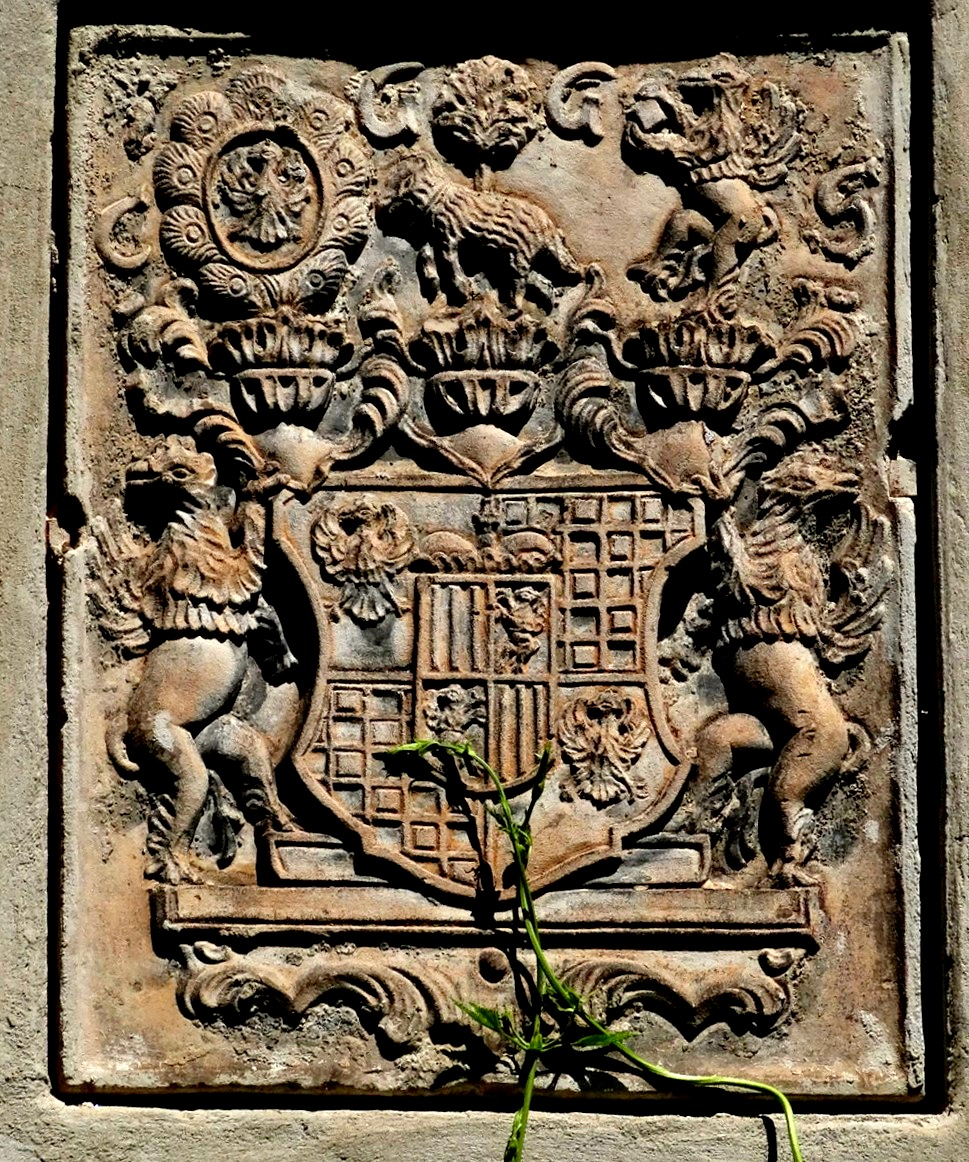
Herb  Schaffgotschów
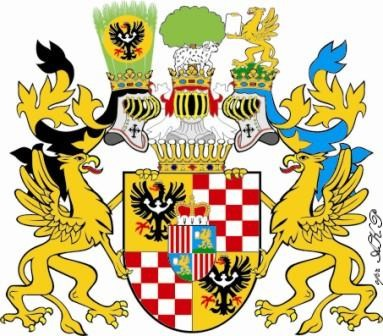
Herb  Schaffgotschów

## Literatura
- A. Kuzio-Podrucki, Schaffgotschowie. Dzieje wielkiego rodu z Europy Środkowej, Katowice 2024, ISBN 978-8367152-61-7